# دانشگاه ایالتی بولینگ گرین
دانشگاه ایالتی بولینگ گرین (به انگلیسی: Bowling Green State University) یک دانشگاه تحقیقاتی دولتی در بولینگ گرین واقع در ایالت اوهایو آمریکا است که در سال ۱۹۱۰ میلادی بنیان‌گذاری شده‌است.